# Kasteel Wilderhof

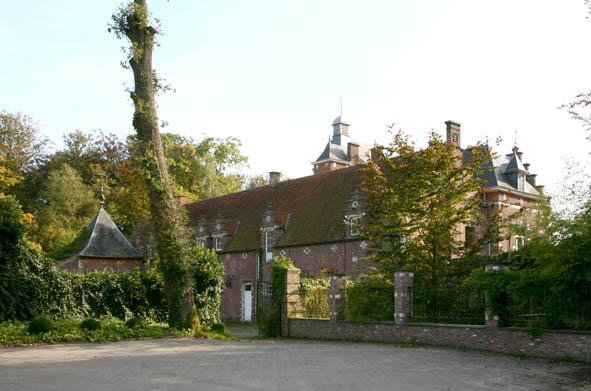
Kasteel Wilderhof

Het Kasteel Wilderhof is een kasteel in de Vlaams-Brabantse plaats Bierbeek, gelegen aan de Dreefstraat 17, 17B.

## Geschiedenis
Hier lag een oude pachthoeve die van 1483-1587 toebehoorde aan de Abdij van Villers en vanaf 1618 tot aan de Franse tijd aan de Abdij van Park. Feitelijk betrof het een dubbel omgracht domein met een neerhof en een opperhof, elk op een afzonderlijk eilandje. In 1674 werd het kasteeltje verwoest door Hollandse troepen die optrokken tegen Frankrijk in de Slag bij Seneffe.
In 1794 werd Wilderhof door de abdij verkocht aan particulieren. Het was nu uitsluitend een boerderij en de omgrachting was verdwenen. In 1895 werd het aangekocht door Leo Colins en in 1906 werd de boerderij ingrijpend verbouwd. Tegen de zuidgevel werd een villa in eclectische stijl gebouwd. Vooral traditionalisme vierde de boventoon. In 1908 werd het huis dan ook als château aangeduid. Slechts een klein deel van dit complex gaat terug tot de 18e eeuw.
In 1950 kwam het goed aan de Benedictijnen die het als retraitehuis benutten. In 1966 kwam het aan de Salesianen en werd het een noviciaat. In 1975 werd het opnieuw verkocht en nu kwamen er tennisbanen waar eerst de moestuin was.